# Heimlich & Co.
Heimlich & Co ist ein in den Regeln einfaches Brettspiel mit Bluffcharakter von Wolfgang Kramer. Das Spiel erschien auf Deutsch 1984 bei Edition Perlhuhn, dann 1986 bei Ravensburger und 2001 in einem neuen Design bei Amigo. Auch in anderen Sprachen (u. a. Englisch, Niederländisch, Spanisch) wurde das Spiel verlegt. Neben dem Goldenen Pöppel 1985 und 1986, dem Spiel des Jahres 1986 erhielt es außerdem den Schweizer Spielepreis 2002 in der Kategorie Familienspiele.
Das Spiel gilt als Urform der sogenannten Kramerleiste, einer um den eigentlichen Spielplan herumführenden Punkteleiste, auf der man den aktuellen Spielstand für alle sichtbar markieren kann. Diese Leiste hat inzwischen in vielen anderen Spielen Verwendung gefunden.

## Inhalt
- 7 Agentenkarten
- 7 Agentenfiguren
- 7 Wertungssteine
- 1 Tresorstein
- 1 Würfel, Spielplan und die Spielanleitung

Bei der Neuauflage des Amigoverlags kamen noch 26 Ereigniskarten, sogenannte Top-Secret-Karten hinzu.

## Spielverlauf
In einem Dorf mit verschiedenen Häusern treiben sich sieben Geheimagenten herum, die von allen Spielern mittels Aufteilung der Würfelaugen bewegt werden können. Jeder Mitspieler hat zu Beginn ohne Kenntnis der übrigen Mitspieler geheim einen Agenten zugelost bekommen und versucht ihn im Laufe des Spieles möglichst viele Punkte sammeln zu lassen. Punkte gibt es immer dann, wenn ein beliebiger Agent auf den Tresor trifft, der danach immer wieder an eine andere Stelle versetzt werden darf. Dann bekommt jeder den Wert des Hauses in dem er sich gerade befindet, gutgeschrieben. Befindet sich der Agent in der Ruine, so erhält er allerdings 3 Minuspunkte. Gewonnen hat derjenige, der mit seinem Wertungsstein als erster das Ziel überschreitet.
Der besondere Reiz des Spiels liegt darin begründet, dass man sich bis zur Auflösung über die Identität der Spieler nicht im Klaren ist, und viele Agenten leer, also ohne Mitspieler, sind. Es gilt also, sich nicht durch ständige hohe Wertungen zu erkennen zu geben, da man ansonsten durch die Mitspieler gezogen oder boykottiert wird, oder gar in der Ruine landet.

## Varianten

Die Kramerleiste bei Heimlich und Co.

- Im Ursprungsspiel ist bereits eine Variante vorgesehen, die am Ende des Spieles durch einen in der Mitte des Spieles abgegebenen Tipp, es allen Spielern ermöglicht, Zusatzpunkte zu gewinnen, sofern man die einzelnen Identitäten der Agenten enttarnen konnte. Treffen die Beobachtungen zu, kann auch ein Spieler siegen, der nicht als erstes seinen Markierungsstein ins Ziel brachte.
- In der Neuausgabe von Amigo-Spiel und Freizeit gibt es 26 Ereigniskarten, mit denen man Wertungsrunden beeinflussen kann, sowie  weitere taktische Bluffmöglichkeiten.

## Entstehung und Rezeption
Heimlich & Co. wurde von Wolfgang Kramer entwickelt und zum ersten Mal auf dem Göttinger Spieleautorentreffen als Prototyp vorgestellt, bevor es 1984 in der Edition Perlhuhn von Reinhold Wittig veröffentlicht wurde. Das Spiel wurde in dieser Ausgabe auf die Auswahlliste des Spiel des Jahres 1985 aufgenommen und erreichte beim Goldenen Pöppel 1985 und 1986 den ersten Platz. 1986 erschien das Spiel bei Ravensburger und wurde in dieser Fassung Spiel des Jahres 1986. 2002 wurde es zudem zum Gewinner des Schweizer Spielepreises gewählt.

## Hörspiele
1988 brachte der Karussell-Verlag eine Hörspielserie mit sechs Folgen heraus. In dieser Serie gehen drei Kinder in der fiktiven Stadt Nebelburg auf Gangsterjagd. Inspiriert wurde die Serie offenbar durch den großen Erfolg der Scotland-Yard-Hörspiele, die ebenfalls vom gleichnamigen Brettspiel abgeleitet waren. Heimlich & Co richtete sich dagegen an ein etwas jüngeres Publikum und war offensichtlich deutlich weniger erfolgreich. Anfang 2013 wurden alle Folgen als mp3 von Highscore Music neu veröffentlicht.
In der Hörspielserie wurden die folgenden Titel veröffentlicht:
- Folge 1: Der geheimnisvolle Tresor
- Folge 2: Gefährliche Fotos
- Folge 3: Die Wundermaschine
- Folge 4: Aufregung in der Nebelsburg
- Folge 5: Zauber in der Ruine
- Folge 6: Das Testament der alten Dame

## Belege
1. ↑  Edwin Ruschitzka: Göttinger Autorentreffen – Brücke zwischen Erfindern und Verlagen. spielbox 4/94, 1994; S. 22–23.